# 영암 도갑사 오층석탑
영암 도갑사 오층석탑(靈巖 道岬寺 五層石塔)은 전라남도 영암군 군서면]] 도갑사에 있는 고려시대의 오층석탑이다. 1987년 6월 1일 전라남도의 유형문화재 제151호로 지정되었다가, 2005년 6월 13일 대한민국의 보물 제1433호로 승격되었다.

## 지정 사유
도갑사 오층석탑은 하층기단을 잃은 채 단층기단 위 5층 탑신부 및 노반석으로 구성되어 있었으나, 1995년 이후 목포대학교 박물관에 의한 도갑사경내 발굴조사중 하층기단부가 발견되어 2002년 2월 현 대웅전 앞에 2중기단의 5층석탑으로 복원하였다.(현재 높이 5.45m)
조각 및 구조수법 등의 특징으로 보아 고려 초기에 조성된 것으로 추정되고 있고 각 부재도 온전하게 잘 남아있으며 전체적으로 균제된 체감율과 안정된 조형미가 돋보이는 석탑으로 국가지정 문화재로 승격 보존할 가치가 충분하다.
또한 고려초기 작품으로서 이미 지정된 주변의 영암 성풍사지 오층석탑(보물 제1118호), 보성 봉천리 오층석탑(보물 제1115호) 등과 비교할 때 부연 및 옥개석의 표현에 있어서 또다른 특징을 지니고 있어 고려초기 석탑 연구에 귀중한 자료로 평가된다.

## 같이 보기
- 도갑사
- 오층석탑

## 참고 자료
- 영암 도갑사 오층석탑 - 국가유산청 국가유산포털